# Батис (комендант)
Батис (на старогръцки: Βάτις) е евнух и персийски комендант на Газа през 4 век пр.н.е.
Той е верен на ахеменида Дарий III. През есента 332 пр.н.е. той защитава града от Александър III Македонски.
Обсадата трае два месеца. Леонат и Филота завладяват град Газа и завеждат Батис, окован пред Александър, който го екзекутира, както Ахил постъпил с Хектор.